# アル・ワフダ・アブダビ
アル・ワフダFC（アラビア語: نادي الوحدة الرياضي لكرة القدم、英語: Al Wahda Football Club）は、アラブ首長国連邦の首長国アブダビに本拠地を置くサッカークラブである。都市名をつけてアル・ワフダ・アブダビと呼ばれることが多い。2009-10シーズンのUAEプロリーグで優勝し、FIFAクラブワールドカップ2010に開催国枠で出場した。

## タイトル

### 国内タイトル
UAEプロリーグ: 4回
- 1998-99, 2000-01, 2004-05, 2009-10

UAEプレジデントカップ: 2回
- 1999-2000、2016-17

UAEスーパーカップ: 4回
- 2002，2011，2017，2018[3]

UAEイッティハード・カップ： 3回
- 1986，1995，2001

アラビアン・ガルフ・カップ: 2回
- 2015-16，2017-18

## 現所属メンバー
注：選手の国籍表記はFIFAの定めた代表資格ルールに基づく。
| No. | Pos. |                  | 選手名                           |
| --- | ---- | ---------------- | -------------------------------- |
| 2   | DF   | アラブ首長国連邦 | ムハンマド・サイフ               |
| 3   | DF   | アラブ首長国連邦 | アーディル・アブドッラー         |
| 5   | MF   | アラブ首長国連邦 | タウフィーク・アブドッラッザーク |
| 6   | MF   | モロッコ         | アディル・エルマシュ             |
| 7   | FW   | アラブ首長国連邦 | ムハンマド・アッ＝シェヒー       |
| 10  | FW   | アラブ首長国連邦 | イスマイル・マタル               |
| 11  | FW   | アルゼンチン     | セバスティアン・タグリアブエ     |
| 13  | DF   | アラブ首長国連邦 | ムハンマド・アッ＝ザアービー     |
| 15  | FW   | アラブ首長国連邦 | バドル・アル＝ハールスィー       |
| 16  | MF   | アラブ首長国連邦 | アブドッラー・アン＝ヌービー     |
| 17  | DF   | アラブ首長国連邦 | スハイル・アル＝マンスーリー     |
| 18  | GK   | アラブ首長国連邦 | アリー・ムハンマド               |
| 19  | DF   | アラブ首長国連邦 | ジャマール・アル＝ホーサニー     |
| 21  | DF   | アラブ首長国連邦 | サーレム・アッ＝シャルジー       |
| 22  | MF   | アラブ首長国連邦 | アーメル・オマル                 |

| No. | Pos. |                  | 選手名                             |
| --- | ---- | ---------------- | ---------------------------------- |
| 24  | DF   | アラブ首長国連邦 | ユースィフ・ムハンマド・ユースィフ |
| 25  | DF   | アラブ首長国連邦 | マルワーン・アル＝メスマーリー     |
| 27  | FW   | アラブ首長国連邦 | スルターン・サイフ                 |
| 28  | DF   | アラブ首長国連邦 | イーサ・アハマド                   |
| 32  | MF   | アラブ首長国連邦 | ハーリド・バーワズィール           |
| 35  | MF   | アラブ首長国連邦 | ユースィフ・ハザーム               |
| 40  | GK   | アラブ首長国連邦 | アーディル・アル＝ホーサニー       |
| 44  | DF   | クウェート       | マンスール・シャウカーン           |
| 45  | DF   | アラブ首長国連邦 | オマル・アブドッラー               |
| 55  | GK   | アラブ首長国連邦 | ファハド・ザンハーニー             |
| 64  | DF   | アラブ首長国連邦 | サイフ・アッ＝スウィーディー       |
| 70  | FW   | アルゼンチン     | ダミアン・ディアス                 |
| 77  | MF   | アラブ首長国連邦 | ハリール・イブラヒーム             |
| 99  | FW   | アラブ首長国連邦 | マーイド・アル＝メスマーリー       |

## 歴代監督
- マハムード・エル＝ゴハリ 1995-1996
- リヌス・イスラエル 2000-2001, 2003-2004
- ホルスト・ケッペル 2006
- ラースロー・ベレニ 2010
- ヨーゼフ・ヒッケルスベルガー 2008-2010, 2010-2012, 2013
- ブランコ・イヴァンコヴィッチ 2012-2013
- カレル・ヤロリーム 2013
- ジョゼ・ペセイロ 2013-2015
- サーミー・アル＝ジャービル 2015
- ハビエル・アギーレ 2015-2017
- ラウレンツィウ・レゲカンプ 2017-2018
- ヘンク・テン・カテ 2018-2019
- モーリス・スタイン 2019
- マヌエル・ヒメネス 2019-2020

## 歴代所属選手
- カルシャ・ブワルヤ 1998
- イスマイル・マタル 2001-
- ユニス・マフムード 2003-2004
- ジャバド・ネクナム 2005-2006
- ハムダーン・アル＝カマーリー 2006-
- メジディ・トラウイ 2009
- フェルナンド・バイアーノ 2009-2012
- マグロン 2009-2012
- ウーゴ 2010-2012
- エリク・ムルンギ 2012-2013
- ディーノ・ジュルビッチ 2013-2014